# リバティ・ハイド・ベイリー

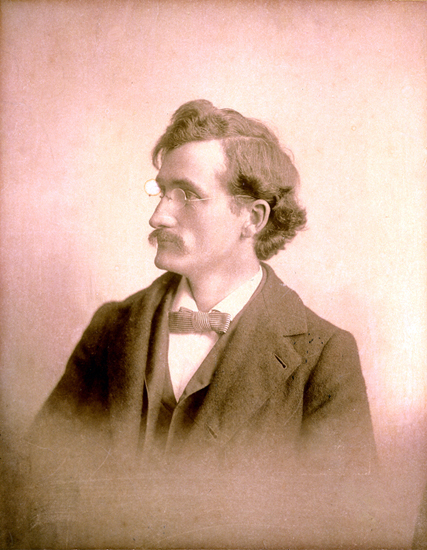
Liberty Hyde Bailey

リバティ・ハイド・ベイリー（Liberty Hyde Bailey、1858年3月15日 – 1954年12月25日）は、アメリカ合衆国の農学者、植物学者である。アメリカの農業拡張事業に貢献した。

## 略歴
ミシガン州のサウスハーベンの農民の三男として生まれた。ミシガン農業大学（後のミシガン州立大学）を1882年に卒業し、翌年ハーバード大学の有名な植物学者エイサ・グレイの助手となった。2年間グレイの標本室の助手を務めた.。1885年にコーネル大学に移り、1888年に農学（Practical and Experimental Horticulture）の教授となった。1900年にアメリカ芸術科学アカデミーのアソシエイトフェローに選ばれ. 、州立農業大学を設立し、1904年に公的資金を得た。1903年から1913年の間、ニューヨーク州立大学の学部長を務めた。1908年にセオドア・ルーズベルト大統領の諮問機関『農民生活委員会』の委員長に任じられ、1909年に農業改革のための報告書を発表した。1918年に教授職を退き民間学者として社会活動や政治的活動に従事した。
"Cyclopedia of American Agriculture" （「アメリカ農業百科事典」、1907–1909）や"Cyclopedia of American Horticulture" (「アメリカ園芸百科事典」1900–1902）などを編纂し、雑誌、""Country Life in America"と "Cornell Countryman"を創刊、編集した。多数の園芸分野など著作を行い、植物分類学の分野でも100以上の論文を執筆した。栽培植物の研究を行い、植物品種改良の分野で、"cultivar"、"cultigen"、"indigen"などの用語を造った。遺伝学のメンデルの功績を再発見した1人ともされる。
農業改革の分野で、園芸学校で農民を教育し、農民の生活を向上させた。

## 著作の一部
- The Principles of Fruit-Growing (1897)
- The Nursery Book (1897)
- Plant-Breeding (1897)
- The Pruning Manual (1898)
- Sketch of the Evolution of our Native Fruits (1898)
- Principles of Agriculture (1898)
- The Principles of Vegetable Gardening (1901)
- The State and the Farmer (1908)
- The Nature Study Idea (1909)
- The Training of Farmers (1909)
- Manual of Gardening (1910)
- The Outlook to Nature (1911)
- The Country Life Movement (1911)
- The Practical Garden Book (1913)